# Arbon
Arbon es una ciudad y comuna suiza del cantón de Turgovia, capital del distrito de Arbon. La comuna se encuentra ubicada en la ribera inferior del lago de Constanza. Limita al norte con la comuna de Egnach, al este con Eriskirch (DE-BW), Friedrichshafen (DE-BW), Kressbronn am Bodensee (DE-BW) y Langenargen (DE-BW), al sur con Steinach (SG) y Berg (SG), y al oeste con Roggwil.

## Transportes
Ferrocarril
Cuenta con una estación ferroviaria en la que efectúan parada trenes de cercanías pertenecientes a la red S-Bahn San Galo.

## Ciudades hermanadas
- Langenargen (desde 1963)

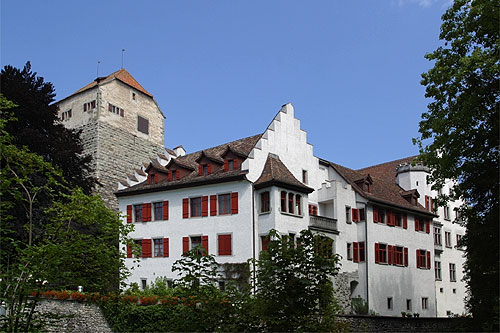
Castillo de Arbon.

- Binn (desde 1991)